# Murmillo

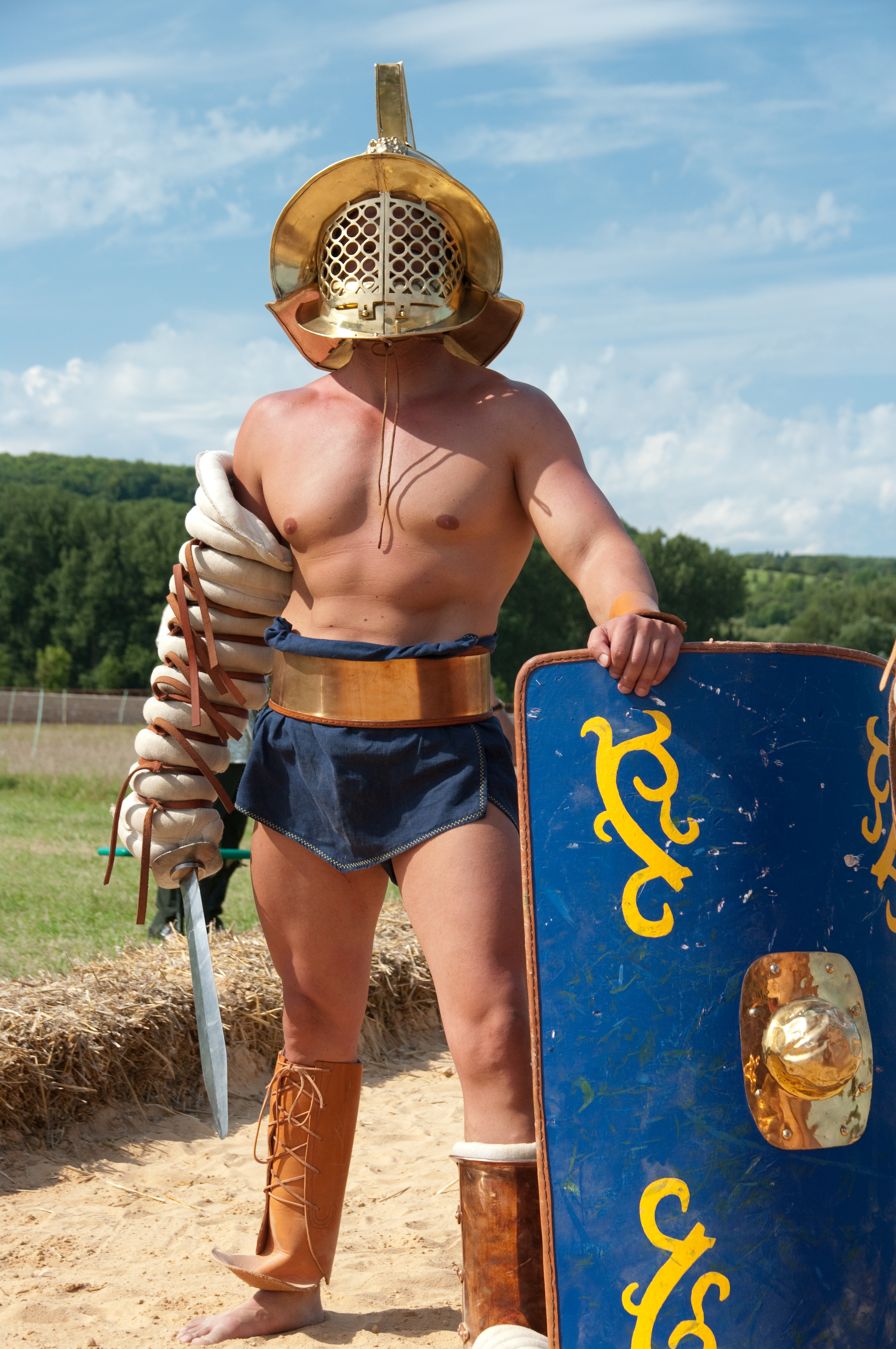
Murmillo tijdens een re-enactment.

De murmillo (meervoud murmillones) is een van de typen gladiatoren die optraden tijdens Romeinse Spelen. De traditionele tegenstanders van deze groep gladiatoren waren de thraex (Thraciër), de hoplomachus en retiarius.
Van oorsprong, in de vroege republikeinse tijd, werd deze klasse met Gallus aangeduid, dat Galliër betekent, maar waarschijnlijk omdat de Galliërs onder Claudius goed in het rijk waren geïntegreerd, verwierven ze zelfs senatoriale bevoegdheden, en liet men deze naam vallen ten gunste van murmillo dat waarschijnlijk is ontleend aan de gelijkenis van de helm met een vis, de murma.
Kenmerkend voor de murmillo was een helm met een hoge kam en een door vooruitstekende randen ingeperkt gezichtsveld. Verder bestond zijn uitrusting uit een lendendoek (subligaculum) met riem (cintus), arm- en beenbeschermers van linnen, een rechthoekig schild (scutum) en een kort recht zwaard, de gladius.